# Günther Brandt (Gerechter unter den Völkern)
Günther Brandt (24. März 1912 in Essen – 7. Mai 1986 in Krefeld-Elfrath) war ein deutscher evangelischer Geistlicher. Er wurde 1980 von Yad Vashem als Gerechter unter den Völkern anerkannt.

## Leben und Werk
Brandt begann seine pastorale Laufbahn 1933 in der Bekennenden Kirche in Leipzig. Die Ordination erfolgte im November 1939 durch Martin Albertz, den Berlin-Spandauer Superintendenten. Von 1939 bis 1953 fungierte er als Pfarrer der Heilig-Geist-Gemeinde in Potsdam. Kurz nach seiner Bestellung wurde er zum Kriegsdienst eingezogen. 1941 wurde er an der Ostfront schwer verwundet. Es folgte eine dreijährige Phase der Rekonvaleszenz.
Ab 1944 wurde er als Gräberoffizier in Potsdam eingesetzt und musste ein Register jener Gräber führen, in denen feindliche Soldaten in Deutschland bestattet worden waren, beispielsweise abgeschossene Piloten. Zusätzlich wurde ihm die Aufgabe übertragen, ausgebombte Deutsche in Notquartieren unterzubringen und sie mit Papieren und Lebensmittelkarten auszustatten. Diese Funktion eröffnete ihm die Möglichkeit, auch versteckten Juden zu helfen. Beispielsweise erhielten der Berliner Rechtsanwalt Hans Gumpel und seine Frau Papiere, die bestätigten, dass sie Flüchtlinge aus Stettin wären. Das Ehepaar lebte zuerst versteckt bei zwei Zeugen Jehovas, Frieda und Gotthilf Eckert, später in Potsdam.
Günther Brandt und seine Frau hatten auch keine Bedenken, Verfolgte bei sich in der Wohnung aufzunehmen. Als der Pfarrer Kenntnis erlangte, dass die Verhaftung von Susanne Vogel, einer in "Mischehe" lebenden Jüdin, bevorstehe, gingen er und seine Frau nachts zu ihr, warnten sie und boten ihr Obdach an. Das Ehepaar nahm auch ihre Tochter, eine "Halbjüdin", als Hausmädchen bei sich auf und schützte sie so vor rassischer Verfolgung. 1944 wohnte einige Wochen lang auch Gertrud Leopold geb. Igel, eine jüdische Witwe, im Pfarrershaushalt.
Nach dem Untergang des NS-Regimes war er Studentenpfarrer und geriet in Konflikt mit den Behörden der DDR. Ab 1954 wirkte er in West-Berlin. Er wurde in der Folge zum Superintendenten gewählt.

## Auszeichnung, Gedenken
- Am 26. Juni 1980 wurde er von Yad Vashem als Gerechter unter den Völkern anerkannt. Diese Auszeichnung wird Nichtjuden verliehen, die während der Shoah das Leben von Juden retteten.
- Am Pfarrhaus der St.-Nikolai-Gemeinde in der Burgstraße 32 wurde im März 2012 eine Gedenktafel angebracht. Enthüllt wurde sie gemeinsam von Pfarrerin Susanne Weichenhan und David Rosenfeld von der Jüdischen Gemeinde in Potsdam.[3]

## Weblink
- Brandt Guenther in The Righteous Among the Nations Database